# ميغيل أنخيل مونيوث ألونسو
ميغيل أنخيل مونيوث ألونسو (بالإسبانية: Miguel Ángel Muñoz Alonso)‏ (26 يناير 1996 بمدريد في إسبانيا - ) هو لاعب كرة قدم إسباني في مركز الدفاع. لعب مع نادي خيتافي.

## وصلات خارجية
- ميغيل أنخيل مونيوث ألونسو على موقع Soccerway.com (الإنجليزية)
- ميغيل أنخيل مونيوث ألونسو على موقع AS.com (الإسبانية)